# 马拉霍夫卡
马拉霍夫卡（羅馬化：Malakhovka）是俄罗斯莫斯科州的市级镇，属州辖市柳别尔齐市（城市区），地处莫斯科州中东部，在区行政中心柳别尔齐及州府莫斯科东南侧，西北有市级镇克拉斯科沃，东南毗邻拉缅斯科耶市管辖范围。莫斯科河一支流佩霍尔卡河流经镇西侧。
该地2021年人口有24,457人；2010年人口24,004；2002年人口18,552；1989年人口26,454。